# Microsoft Lumia 640
O Microsoft Lumia 640 e Microsoft Lumia 640 XL são smartphones com Windows Phone, desenvolvidos pela Microsoft Mobile. Lançado no dia 2 de março de 2015, os smartphones são sucessores do Nokia Lumia 630 e Nokia Lumia 635, lançados em 2014. Os dois aparelhos chegaram aos Estados Unidos em Junho de 2015. E no Brasil ainda em abril.

## Lançamento e Disponibilidade
Os Lumia 640 e 640 XL foram revelados no evento da Microsoft no Mobile World Congress em Barcelona na Espanha, no dia 2 de março de 2015. Os smartphones são do segmento intermediário.
O Lumia 640 Dual Sim (sem LTE) teve seu preço inicial de R$ 549,00, enquanto o Lumia 640 XL Dual Sim (sem LTE) chegou por R$ 999,00.
Os dois smartphones foram lançados em Abril de 2015.

## Hardware
Por mais que tenham nomes semelhantes, os Lumia 640 e 640 XL são diferente entre eles.
O Lumia 640 vem com uma tela de 5" polegadas HD IPS LCD, com proteção Corning Gorilla Glass 3 e vidro oleofóbico. Vem com um processador Qualcomm Snapdragon 400 quad-core de 1.2 gigahertz, 1 GB RAM and 8 GB (apenas 3 GB disponível) de memória interna expansível até 128 GB via cartões microSD. Tem uma bateria de 2500 mAh Li-Ion, 8 megapixel na câmera principal com flash LED, e câmera frontal de 0.9 megapixel com amplo ângulo de visão.
O Lumia 640 XL é o mais largo, a versão "Phablet" do Lumia 640, com uma tela de 5.7" polegadas HD IPS LCD display. O 640 XL é equipado com o mesmo hardware básico do Lumia 640 e conectividades, mas conta com lente Zeiss, e uma câmera traseira de 13MP (sensor de 1/3.0″) com flash LED, e câmera frontal de 5MP com âmplo ângulo de visão. Além de uma bateria maior de  3000 mAh Li-Ion e está disponível nas cores ciano, laranja, e preto e também uma versão "gloss" branca.

### Variantes
As variantes são as versões LTE dos dois smartphones, contam com as mesma especificações mas contam com conexão de quarta geração (4G).

## Sistema operacional
Os Lumia 640 e Lumia 640 XL vem com Windows Phone 8.1 Update 2 (com a firmware Lumia Denim), e os dois serão atualizados para o Windows 10 Mobile no final de 2015. No seu lançamento esses modelos tinham uma promoção que dava 1 ano do Microsoft Office 365.

## Especificações

### Display
Ambos os aparelhos possuem uma tela HD que agrada bastante. É quase impossível enxergar os pixels nessa IPS capacitiva multitoque de 5 polegadas (Lumia 640) e 5.7 polegadas (Lumia 640 XL). O IPS faz com que o ângulo de visualização na vertical seja bem amplo. As cores são boas, e possui ainda a tecnologia ClearBlack da Microsofr que garante pretos bem profundos. O vidro é um Corning Gorilla Glass 3, que protege contra arranhões e quedas menores.

### Câmera
O Lumia 640 conta com uma câmera de 8 megapixels, capaz de fazer vídeos em HD até 720p a 30fps e uma câmera frontal de 0.9 megapixels grande angular. Diferente do seu irmão maior que possui uma câmera de 13 megapixels com lentes carl zeiss e uma câmera frontal de 5 megapixels grande angular.

### Hardware e processamento
O conjunto de processamento do Lumia 640 e 640 XL conta com chipset Qualcomm Snapdragon 400, CPU quad-core Cortex-A7 de 1.2 GHz e GPU Adreno 305 e memória RAM de apenas 1GB.

### TV Digital
A tecnologia da TV digital só está presente no Lumia 640. A TV funciona sem a necessidade de antena mas precisa dos fones de ouvido originais, que precisam estar plugados para que o Lumia 640 encontre os canais.

### Armazenamento e Micro-SIM
O Lumia 640 e 640 XL usa um cartão Micro-SIM. Todos os dados são armazenados na memória flash, 8GB, e também no cartão SD.

### Energia e bateria
- Bateria interna de íon de lítio recarregável;
- Bateria removível;
- Carga via USB do computador ou carregador de tomada;

### Conteúdo da caixa

#### Lumia 640
- Aparelho Lumia 640;
- Carregador Microsoft;
- Bateria;
- Manual de usuário.

#### Lumia 640 (com TV digital)
- Aparelho Lumia 640;
- Fone de ouvido com microfone;
- Carregador Microsoft;
- Bateria;
- Manual de usuário.

#### Lumia 640 XL
- Aparelho Lumia 640 XL;
- Carregador Microsoft;
- Bateria;
- Manual de usuário.